# Compagnie du chemin de fer métropolitain de Paris

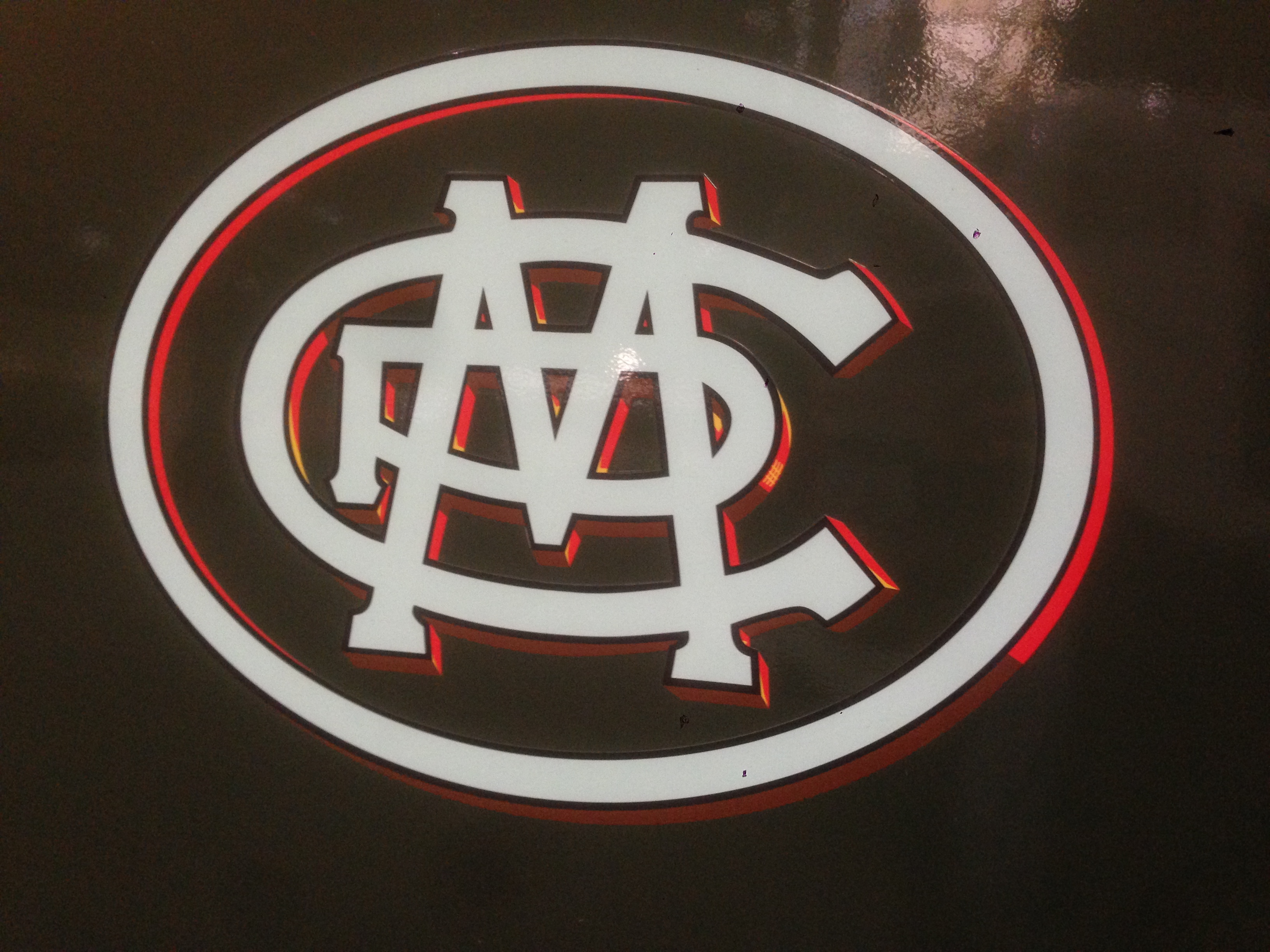
Logo der CMP in den 1930er Jahren

Die Compagnie du chemin de fer métropolitain de Paris (CMP) war ein französisches Eisenbahnunternehmen, das in der ersten Hälfte des 20. Jahrhunderts in Paris die meisten U-Bahn-Strecken betrieb. Sitz der Gesellschaft war am Quai de la Rapée.

## Vorgeschichte
Der Ingenieur Jean-Baptiste Berlier hatte der Stadtverordnetenversammlung von Paris bereits 1887 ein Projekt unterirdisch verkehrender elektrischer Straßenbahnen unterbreitet. Deren Strecke sollte vom Bois de Boulogne im Westen der Stadt unter der Avenue des Champs-Élysées und der Rue de Rivoli zum Bois de Vincennes an der östlichen Stadtgrenze führen. Am 4. Juli 1892 erteilte die Stadt die Genehmigung, der Staatsrat erhob jedoch Einspruch. 1895 konnte sich die Stadt gegen den Staat durchsetzen und begann 1898 mit dem Bau einer normalspurigen Unterpflasterbahn, deren Trasse weitgehend dem von Berlier vorgeschlagenen Verlauf folgte. Die Linie A wurde zwischen den Endpunkten Porte Maillot und Porte de Vincennes gebaut, bei ihrer Inbetriebnahme erhielt sie die Liniennummer 1.

## Geschichte bis 1930

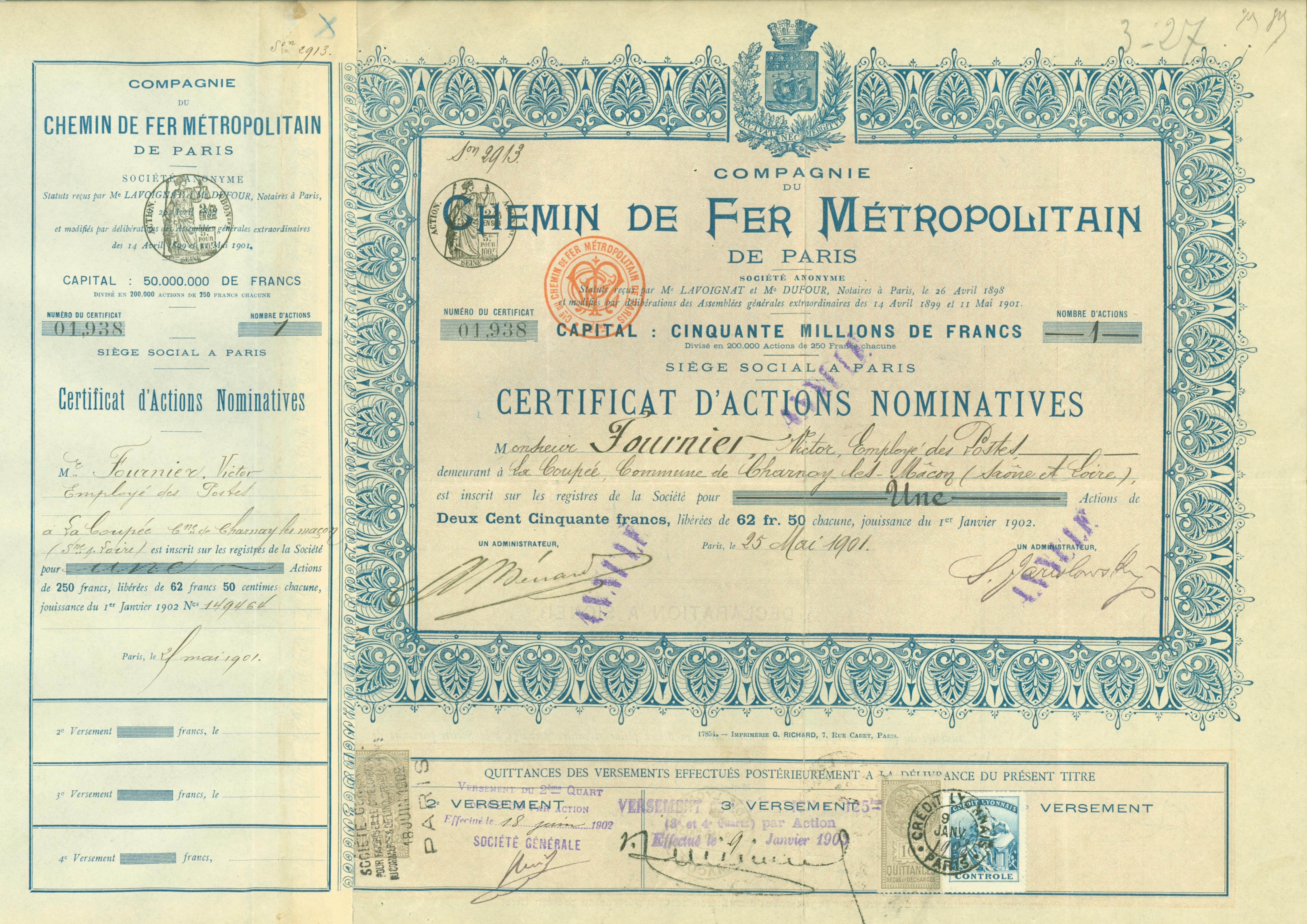
Aktie der Comp. du Chemin de Fer Métropolitain de Paris S. A. vom 25. Mai 1901

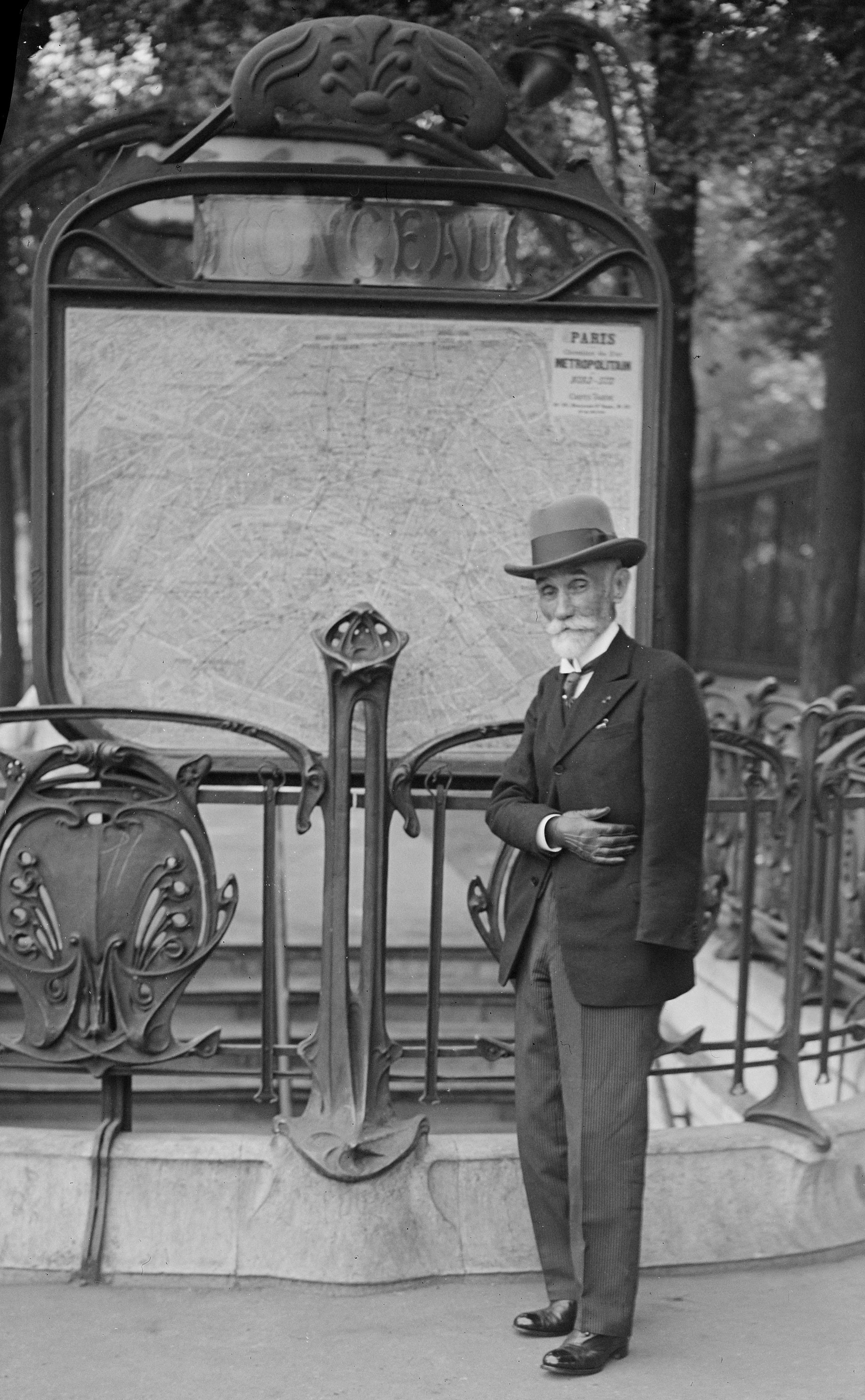
Fulgence Bienvenüe

In einem Gesetz vom 30. März 1898 wurde festgelegt, dass die Tunnel, Einschnitte, Viadukte und Bahnsteige von der Stadt Paris errichtet werden sollten. Der Bau der Betriebswerkstätten und der Kraftwerke, das Verlegen der Gleise, der Erwerb der Fahrzeuge und der Streckenausrüstung oblag dem künftigen Betreiber. Vorgesehen war ein aus den sechs Linien A bis F bestehendes, 65 km langes Netz für die Beförderung von Fahrgästen und deren Handgepäck. Die Züge sollten elektrisch betrieben werden. Die Konzession ging für 35 Jahre an die Compagnie du chemin de fer métropolitain de Paris, ein Gemeinschaftsunternehmen der Établissements Schneider in Le Creusot und der Compagnie générale de traction.
Der Bau der ersten Strecke begann noch im selben Jahr. Unter der Leitung des Ingenieurs Fulgence Bienvenüe, der bereits 1896 zum Leiter des Projekts berufen worden war, sollte sie bis zum Beginn der Weltausstellung am 14. April 1900 fertiggestellt sein. Von Porte de Vincennes kommend sollte sich die Linie am U-Bahnhof Étoile in drei Äste auffächern, die nach Porte Maillot, Porte Dauphine und Trocadéro führten. Von diesem „Londoner Modell“ wurde letztlich aber abgesehen, die beiden letztgenannten Strecken wurden zu den Keimzellen der heutigen Linien 2 und 6. Westlicher Endpunkt der Linie 1 wurde bis 1937 die Station Porte Maillot.
Trotz aller Bemühungen konnte der vorgesehene Eröffnungstermin nicht eingehalten werden. Immerhin erfolgte die Inbetriebnahme der 10,3 km langen Linie 1 noch während der laufenden Weltausstellung am 19. Juli 1900. Bereits im Dezember jenes Jahres war die Zahl von nahezu vier Millionen Fahrgästen erreicht. Bis 1910 wurden fünf weitere Linien fertiggestellt. Das so entstandene Netz war so angelegt, dass kein Punkt der Stadt weiter als 400 m von einem U-Bahnhof entfernt war und zum Erreichen des Zielbahnhofs maximal zweimal umgestiegen werden musste. Das Hochwasser der Seine im Januar 1910 überflutete Teile des Métronetzes und legte den Verkehr auf weiten Strecken lahm, nur die Linie 2 konnte in voller Länge weiter verkehren. Der letzte Abschnitt der Linie 6 ging erst nach drei Monaten Unterbrechung wieder in Betrieb.
Am 5. November 1910 – zeitgleich mit der Eröffnung der Linie 7 – erwuchs der CMP Konkurrenz durch die Société du chemin de fer électrique souterrain Nord-Sud de Paris (Nord-Sud). An jenem Tag nahm diese ihre erste Linie A, eine Nord-Süd-Verbindung von Notre-Dame-de-Lorette bis Porte de Versailles in Betrieb. Anders als die CMP finanzierte und baute die neue Gesellschaft ihre Strecken selbst. Die CMP betrachtete die Nord-Sud als unliebsamen Konkurrenten, zumal deren neue Linie wie die im selben Jahr vollendete CMP-Linie 4 die Stadtteile Montmartre und Montparnasse – wenn auch auf unterschiedlichen Wegen – miteinander verband. Erst nach langen Verhandlungen wurde ein Kompromiss bezüglich der Umsteiger zwischen den beiden Netzen gefunden, der die Nord-Sud zu jährlichen Zahlungen in Höhe von 150.000 Franc an die CMP verpflichtete.

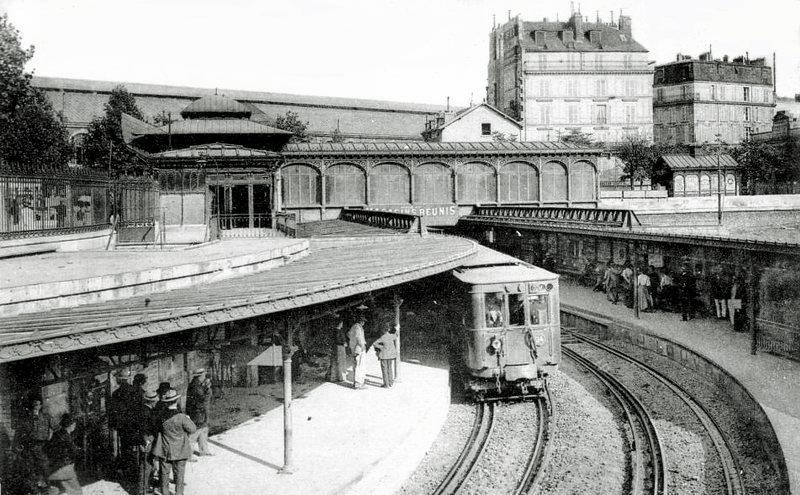
Station Bastille mit Zug der Bauart Sprague-Thomson, frühes 20. Jahrhundert

Zu Beginn des Ersten Weltkriegs war das Netz der Métro – einschließlich der beiden Linien der Nord-Sud – auf 91 km angewachsen. Die CMP betrieb 1914 die folgenden Linien:
- Linie 1: Porte Maillot – Porte de Vincennes
- Linie 2: Porte Dauphine – Nation
- Linie 3: Porte de Champerret – Gambetta
- Linie 4: Porte de Clignancourt – Porte d’Orléans
- Linie 5: Étoile – Place d’Italie – Gare du Nord[9]
- Linie 6: Place d’Italie – Nation[10]
- Linie 7: Opéra – Louis Blanc – Porte de la Villette bzw. Pré-Saint-Gervais[11][Anm. 1]
- Linie 8: Porte d’Auteuil – Opéra[12]

Der Krieg wirkte sich zunächst störend auf den Betrieb der Métro aus, da viele Mitarbeiter eingezogen wurden. Die Lage normalisierte sich aber innerhalb weniger Monate, vor allem durch den Einsatz von Frauen. Die ehrgeizigen Bauprojekte der Vorkriegszeit konnten aber nicht verwirklicht werden, bei der CMP ging lediglich eine kurze Streckenverlängerung um zwei Stationen in Betrieb.
Die ersten Nachkriegsjahre waren von Finanznöten seitens des Betreibers wie auch der Fahrgäste geprägt. 1921 verlor die CMP daher ihre finanzielle Autonomie zugunsten der Stadt Paris, die dafür ihrerseits für die Defizite aufkam. Zudem wurde die Métro wieder ausgebaut: Strecken wurden verlängert und die Linien 9 und 10 geschaffen. Am 1. Januar 1930 ging die Nord-Sud in der CMP auf, die unter Beibehaltung des Kürzels fortan nur noch „Chemin de fer métropolitain de Paris“ hieß. 1931 wurden die Linien A und B der ehemaligen Nord-Sud in Linie 12 und 13 umbenannt.

## Chemin de fer métropolitain de Paris

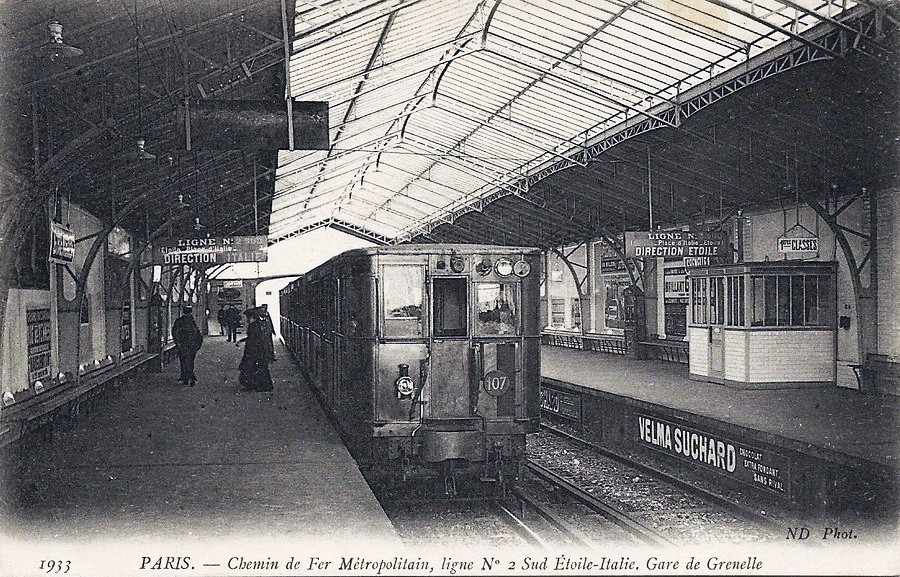
Sprague-Thomson-Zug in der Hochbahnstation Grenelle (seit 1949: Bir-Hakeim), 1933

1930 waren die mittleren Abschnitte der Linien 1, 3, 4, 7 und A am stärksten frequentiert. Alle Linien endeten damals an oder unweit der Stadtgrenze. 1928 wurden Verlängerungen in einige Vororte beschlossen, von denen im Februar 1934 als erste die der Linie 9 bis Pont de Sèvres in Boulogne-Billancourt realisiert wurde. Bis 1939 konnten noch sechs weitere derartige Erweiterungen in Betrieb genommen werden. Zudem übernahm die CMP 1938 die Vorortstrecke Ligne de Sceaux vom Pariser Endbahnhof Luxembourg bis Massy von der Compagnie du chemin de fer de Paris à Orléans (P.O.).
Der Ausbruch des Zweiten Weltkriegs führte wegen Personalmangels aufgrund von Einberufungen zu vorübergehenden Unterbrechungen mehrerer Linien. Zahlreiche U-Bahnhöfe wurden geschlossen, einige darunter erst nach Jahrzehnten bzw. gar nicht mehr wiedereröffnet. Während der deutschen Besetzung der Stadt veranlasste das Vichy-Regime 1941 den Zusammenschluss der Société des transports en commun de la région parisienne (STCRP), die im Département Seine die Straßenbahnen und Busse betrieb, mit der CMP unter der Federführung der Letzteren. Zugleich übernahm der französische Staat die Rolle, die bislang die Stadt Paris bei der CMP innehatte.
Der Betrieb der Métro hatte in jenen Jahren unter Bombenangriffen und Stromabschaltungen zu leiden. Dennoch konnten im Oktober 1942 zwei neue Streckenabschnitte mit jeweils zwei Stationen in Betrieb genommen werden. Im Mai 1944 wurde die 1935 eröffnete Linie 11 von der Wehrmacht beschlagnahmt, die die Gleise teilweise demontierte und in die Tunnel kriegswichtige Betriebe verlegte. Erst siebeneinhalb Monate nach der Befreiung von Paris konnte der Betrieb auf dieser Linie wieder aufgenommen werden.

## Ende
Der Umstand, dass sich die Führung der CMP konziliant gegenüber den Behörden der deutschen Besatzer verhalten hatte, führte am 3. Januar 1945 zu deren Absetzung durch die französische Regierung. Eine provisorische Verwaltung (Administration Provisoire des Transports Parisiens; APTP) wurde eingesetzt, die sich mit schwierigen Aufgaben konfrontiert sah. Die Rückkehr der zahlreichen Gefangenen und Verschleppten, die überlebt hatten, und der Mangel an Autobussen – die Straßenbahnen hatte man in Paris 1937 abgeschafft – führte mit 1,6 Milliarden Fahrgästen im Jahr 1946 zu einem nicht mehr erreichten Höchststand. Mit einem Gesetz vom 21. März 1948 trat an die Stelle der ATPT das neugeschaffene Staatsunternehmen Régie autonome des transports Parisiens (RATP).